# Search Fund
Das Search-Fund-Konzept existiert seit knapp 30 Jahren und wurde ursprünglich an den US-amerikanischen Universitäten Harvard und Stanford entwickelt. Ziel des Ansatzes ist es, häufig vergleichsweise jungen Unternehmern mit Hilfe von privaten Investoren die Übernahme der Geschäftsführung in einem ausgewählten Unternehmen zu ermöglichen. Typischerweise befinden sich die erworbenen Unternehmen dabei in einer Nachfolgesituation.

## Geschichte
Im Jahr 1984 entwickelte H. Irving Grousbeck, damaliger Gastprofessor an der Harvard Business School (heute Professor an der Stanford Graduate School of Business) die Idee des Search Funds. Sein Ziel war es, jungen Unternehmern die Möglichkeit zu geben, nach einem Unternehmen zu suchen, dieses zu kaufen, zu managen und zu vergrößern.
In seinen eigenen Worten ist ein Search Fund „Der direkteste Weg ein Unternehmen zu besitzen und zu managen“. Ermöglicht wird dies durch die Unterstützung einer aktiven Investorenbasis, wobei diese Unterstützung sowohl finanzieller Natur ist (Finanzierung der Suche und Akquisition des Unternehmens) als auch durch das Ausüben einer beratenden Mentorenrolle wahrgenommen wird (z. B. durch das zur Verfügung stellen von Netzwerken oder Industrieexpertise).

## Konzept
Der Kern des Modells ist ein zweistufiges Verfahren
- In der ersten Stufe suchen ein oder zwei sog. „Search Funder“[2]  nach einem zu akquirierenden Unternehmen und werden dabei von einem Investorenkreis finanziell unterstützt. Diese Phase findet mit dem Kauf eines Unternehmens ihren Abschluss.
- In der zweiten Stufe übernehmen die Search Funder operativ leitende Rollen in der gekauften Unternehmung. Die Investoren unterstützen die neue Geschäftsführung häufig im Rahmen von Verwaltungsratsmandaten und als Mentoren.

Seit 1984 wurde das Search Fund Modell weltweit bereits über 150 Mal umgesetzt, wobei derzeit ungefähr 40 aktiv suchende Search Funds bekannt sind. Die regionale Verbreitung reicht vom nordamerikanischen Kontinent (USA, Kanada) über Süd- und Mittelamerika bis nach Europa. In jüngster Zeit verzeichnen insbesondere Europa und Schwellenländer einen vermehrten Zuwachs von Search Funds.

### Prozess
- Fundraising:

In der ersten Finanzierungsphase suchen die Search Funder Investoren, die bereit sind ihnen Kapital für die Suche nach einem geeigneten Unternehmen zur Verfügung zu stellen. während der durchschnittlich etwa 1,5 Jahre andauernden Unternehmenssuche werden von diesem Suchkapital die anfallenden Aufwände (z. B. administrative oder juristische Kosten) gedeckt.
- Unternehmen Suchen & kaufen:

Nach Sicherstellen der Finanzierung folgt die Suche nach einem geeigneten Unternehmen. Abhängig vom generellen ökonomischen Umfeld, Charakteristika der adressierten Industrien des Zielunternehmens und regulatorischen Besonderheiten kann dieser Prozess mehrere Jahre andauern. Im Falle einer erfolgreichen Suche wird in einem zweiten Schritt Kapital für den eigentlichen Unternehmenskauf das sogenannte Akquisitionskapital in der Regel durch die Investoren der ersten Finanzierungsrunde beigesteuert. Ergänzend kommen übliche Finanzierungsquellen für Unternehmenstransaktionen zur Anwendung (z. B. Verkäufer- und Darlehen).
- Operative Unternehmensführung und nachhaltige Wertsteigerung:

In den ersten Monaten nach Kauf des Unternehmens macht sich die neue Geschäftsleitung mit dem übergebenen Unternehmen vertraut. Anschließend wird durch unterschiedliche Maßnahmen versucht, eine nachhaltige Wertsteigerung herbeizuführen. Typische Hebel sind z. B. Umsatzsteigerungen, eine Verbesserung der operationellen Effizienz, eine verbesserte Unternehmensfinanzierung sowie selektiv weitere (Ergänzungs-)Akquisitionen.